# Gavotí emplomallat
El gavotí emplomallat (Aethia cristatella) és un petit ocell marí de la família dels àlcids (Alcidae) que habita al Pacífic Septentrional. No se n'han descrit subespècies.

## Morfologia
- Ocell petit dins la seva família, fa uns 25 cm de llargària i un pes, durant l'estació reproductora, de 211-322 grams.[2]
- Plomatge negre al cap i zones superiors i gris fosc a les inferiors.
- Bec curt color taronja amb punta clara. Potes blavenques.[3]
- Al cap són distintius un plomall negre al front, corbat cap avant i unes llargues plomes blanques des de l'ull cap arrere.[3]
- Els joves freturen de plomalls al cap i el bec és menys acolorit.

## Hàbitat i distribució
D'hàbits pelàgics, viuen al Pacífic Septentrional, mar de Bering i zona àrtica adjacent. En hivern fan desplaçaments que els poden portar fins al Japó.

## Alimentació
S'alimenten principalment de zooplàncton fent grans desplaçaments des de la zona de cria. La dieta inclou petits peixos i calamars, crustacis i altres invertebrats.

## Reproducció
Cria en grans colònies, sovint mixtes amb els seus parents Aethia pusilla. Ponen un únic ou, generalment dins d'un cau. Els dos pares cooperen en la cura de l'ou que covaran durant 24 dies. Els pollets seran alimentats uns 20 dies.